# Korean Broadcasting System
Pour les articles homonymes, voir KBS (homonymie).
Le Korean Broadcasting System, (coréen : 한국방송공사, Hanguk Bangsong Gongsa, KBS, Système audiovisuel coréen en français) est un des quatre principaux réseaux sud-coréens de télévision (en). Ce réseau a été fondé par le gouvernement sud-coréen. 
Le réseau public est principalement connu pour ses journaux télévisés du soir, ainsi que ses feuilletons ou séries télévisées, appelés localement « drama ».
Les réseaux privés comme la Munhwa Broadcasting Corporation (MBC) et la Seoul Broadcasting System (SBS), ont aussi produit des « drama » historiques populaires ces dernières années[Quand ?].

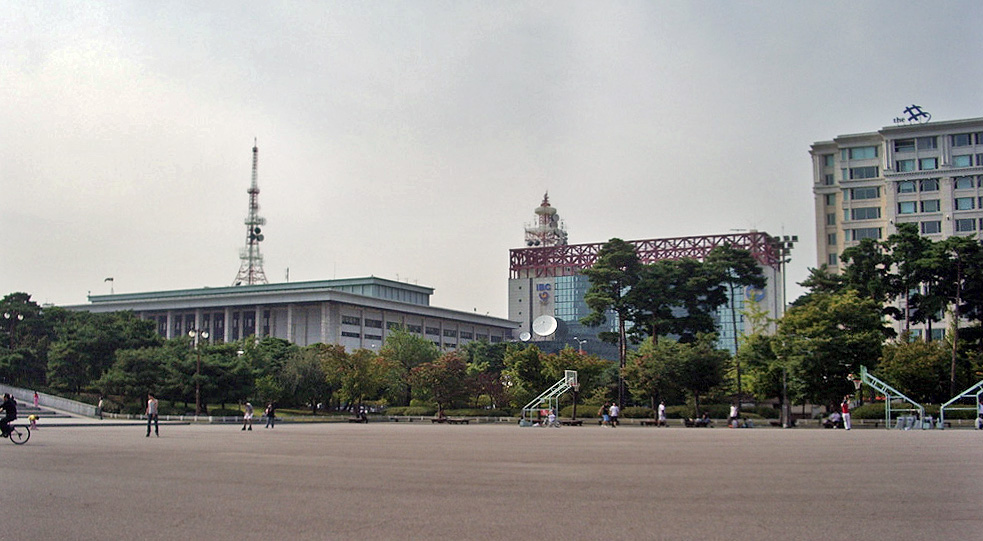
Le siège de KBS à Séoul.

## Chaînes
Le KBS propose 
- deux chaînes terrestres de télévision :
  - KBS1 (nouvelles, évènements courants, éducation et culture) ;
  - KBS2 (divers et sports).
  - KBS NEWS 24 (nouvelles, évènements courants, éducation et culture) ;

- cinq chaînes câblées et satellitaires :
  - KBS Prime - culture et art dramatique. Lancé en 1996 en tant que satellite KBS 2, rebaptisé KBS en Corée en 2002 ;
  - KBS Drama -  anciennement KBS Sky Drama. Lancée en 2002 ;
  - KBS N Sports - anciennement Sports KBS / KBS Sky Sports. Également lancé en 2002 ;
  - KBS Joy - comédie et jeu télévisé. Lancée en 2006;
  - KBS World - version internationale de la télévision coréenne.

- six stations de radio :
  - KBS Radio 1 (fondée en 1927, nouvelles, évènements courants, documentaires et les drames; Lancé en 1927 comme Kyeongseong Broadcasting Corporation JODK et il est devenu KBS Radio 1 en 1965.) ;
  - KBS Radio 2 (fondée en 1961, divers; la radio de divertissement pour l'âge moyen. Lancé en 1948 comme HLSA.) ;
  - KBS Radio 3 (fondée en 1980, et a cessé la diffusion en 1981. Il a ensuite été remplacé par KBS Radio service de radio régionale de l'éducation et 2 FM (maintenant EBS FM). Plus tard, relancée en 2000 en tant que spin-off de KBS Radio 2. Pour la première fois en 2010, il a été lancé sur la bande FM et restructuré comme une station de radio pour les personnes handicapées.) ;
  - KBS 1FM (fondée en 1979, musique classique et variétés; Lancée en 1979 comme KBS Stéréo, adopté le nom actuel en 1980.) ;
  - KBS 2FM (fondée en 1966, musique populaire, est originaire de Tongyang Broadcasting Corporation; Lancé en 1966 comme RSB (Radio Séoul Broadcasting), rebaptisé comme TBC-FM dans les années 1970, a adopté le nom actuel en 1980 après TBC-FM forcé fusionné pour KBS.) ;
  - KBS Hanminjok Radio (sens littéral: coréenne KBS Nationalité Radio) (6015 MHz ondes courtes) (ondes courtes et ondes moyennes) - Lancé en 1975 KBS troisième programme.
  - KBS World Radio (international).

KBS est une entreprise publique indépendante financée par le gouvernement national et par les frais des licences de télévision.

## Partenariat
En juin 2007, il y a eu une signature d’un protocole d’accord entre la Radiodiffusion-Télévision ivoirienne (RTI) et la chaine Korean Broadcasting System lors de la semaine Coréenne en Côte d'Ivoire.

## Censure
Après l'arrivée au pouvoir de Yoon Suk-yeol en 2022, le gouvernement sud-coréen décide de reprendre en main le groupe audiovisuel public. Plusieurs émissions de KBS sont supprimées, dont le « Choo Chin-woo Live », une émission politique quotidienne réputée pour ses enquêtes sur la corruption de personnalités politiques. Des journalistes sont renvoyés, ainsi que 70 cadres, et pour certains remplacés par des proches du parti Pouvoir au peuple, la formation du président.

## Liste des programmes du KBS

### Séries télévisées
- Salut d'amour (1994-95)
- First Love (en) (1996)
- Papa (en) (1996)
- Endless Love (en), ensemble composé de quatre séries :
  - Autumn in My Heart (2000)
  - Winter Sonata (2002)
  - Summer Scent (2003)
  - Spring Waltz (2006)
- L'impératrice Myeongseong (en) (2001)
- Minako Inoue (2001)
- Immortal Admiral Yi Sun-sin (2004)
- Gumiho (en) (2004)
- Full House (2004)
- L'empereur de la mer (en) (2004)
- Sassy Girl Chun-hyang (2005)
- Pure 19 (en) (2005)
- Pur en cœur (en) (2006)
- Boys Over Flowers (2009)
- Iris (2009)
- Gaksital (2012)

### Autre
- Mon voisin Charles (en) (depuis 2015)
- La clinique pour les mariés (en) (1999-2009)

## Identité visuelle (logo)

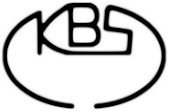
Premier logo de KBS de 1961 au 2 mars 1973
Deuxième logo de KBS du 3 mars 1973 au 1er octobre 1984
Troisième et actuel logo de KBS depuis le 2 octobre 1984
Troisième et actuel logo de KBS depuis le 2 octobre 1984